# Милан Андрејевић (професор)
Милан Андрејевић  (Београд, 23. септембар 1927 – Београд, 29. децембар 2008) био је југословенски и српски интерниста, члан Aкадемије медицинских наука Српског лекарског друштва од 1987. и професор Стоматолошког факултета Универзитета у Београд. Његов отац је био Михаило Андрејевић.

## Биографија
Рођен 1927. године у Београду, у чувеној лекарској породици. Основну школу и гимназију завршио је у Београду и матурирао 1946. Исте године је уписао Медицински факултет Универзитета у Београду и дипломирао 1952. године с просечном оценом 8,34. Још као студент радио је волонтерски на Интерној клиници. После завршеног обавезног лекарског стажа добио је службу у Призрену, где је 1954–1955. године био шеф Интерног одељења болнице. Истовремено је обављао и многе друге дужности: предавао хигијену у Богословији, вакцинисао децу, био лекар Секретаријата унутрашњих послова, мртвозорац и др. Специјализацију из интерне медицине почео 1955. године на Првој интерној клиници у Београду, да би 1958. и 1959. године, као стипендиста француске владе, радио у Паризу, у болници Bichat, код професора A. Lambling-a, где се усавршавао у гастроентерологији. Специјалистички испит из интерне медицине положио је 1961. године. По завршеној специјализацији отишао је да ради у Швајцарској, где је остао четири године. Од 1964. до 1966. године био је асистент проф. др S. Moeschlin-a у Градској болници у Золотурну, а од 1966. до 1968. асистент Универзитетске клинике у Женеви, код професора R. Mach-a и M. Demole-a. У Београд се вратио 1968. године и запослио у Градској болници (данас Клиничко-болнички центар „Звездара“). Године 1972. изабран је за начелника Одељења за гастроентерологију, које се касније развило у Клинику за гастроентерологију и хепатологију. Године 1978. био је на усавршавању из хепатологије у Royal Free Hospital у Лондону. Током рада на клиници увео је бројне методе за дијагностиковање обољења дигестивног тракта и јетре (све ендоскопске методе, биоспију танког црева и јетре) уз сарадњу с радиолозима, хирурзима, патолозима и биохемичарима. Учествовао је у изради тзв. Мариборске кодификације метода испитивања у гастроентерологији.
На месту начелника Клинике остао је до одласка у пензију 1992. године. Докторску дисертацију под насловом Максимални хистамински тест по Кау-у за испитивање желудачне секреције и његов клинички значај одбранио је 1976. године на Медицинском факултету Универзитета у Београду. Исте године је изабран за доцента за предмет Интерна медицина Стоматолошког факултета Универзитета у Београду. У звање ванредног професора изабран је 1980, а редовног професора 1985. године. Поред наставе за студенте редовних и последипломских студија на Стоматолошком факултету, учествовао је и у последипломској настави из гастроентерологије на Медицинском факултету у Београду. Објавио је 185 стручних и научних радова из области интерне медицине и гастроентерологије и учествовао на бројним стручним састанцима и конгресима у земљи и иностранству. Аутор је поглавља у књигама Дијагностичко-терапијски лекарски приручник (1980) и Diabetes mellitus (1994) и уџбенику Интерна медицина за стоматологе (1989), а уредник је и аутор књиге Фармакотерапија у гастроентерологији (1994). Сматрао је да је здравствено просвећивање становништва посебно значајно, па је неколико година писао популарне чланке из медицине у листу „Борба“. Када му је директор Клиничко-болничког центра „Звездара“ предложио да буде уредник монографије посвећене 70. годишњици ове установе, одлучио је да ову публикацију посвети „људима који су у овој установи радили и носили медицинску и моралну одговорност за свој рад, а тиме и за углед саме установе“. Уложивши велики труд, уредио је са сарадницима монографију у којој је свакој личности посветио пажњу и истакао оно што ју је највише одликовало. Проф. Андрејевић је био дугогодишњи активан члан Српског лекарског друштва. Био је члан Гастроентеролошке секције и њен председник у периоду 1972–1976. година. Такође је био председник Интернистичке секције Српског лекарског друштва (1976–1978). Био је редован члан Француског друштва гастроентеролога и Cercle Andre Lambling у Паризу. За ванредног члана Академије медицинских наука Српског лекарског друштва изабран је 1987, а за редовног члана 1992. године. Био је потпредседник Научног већа Академије (2000– 2002) и члан Секретаријата Научне групе за интерну медицину (2004–2008). Организовао је научни скуп Академије Helicobacter pylori – савремена схватања и значај у дигестивној патологији (1996) и редовно присуствовао научним и другим састанцима Академије. Један је од оснивача и уредника Гастроентерохепатолошког архива (1982). Добитник је бројних признања Српског лекарског друштва и његових секција. Одликован је Орденом рада са златним венцем. Преминуо је 2015. године у Београду, где је и сахрањен.